# Cosmin Pașca
Cosmin Pașca es un deportista rumano que compitió en piragüismo en la modalidad de aguas tranquilas. Ganó siete medallas en el Campeonato Mundial de Piragüismo entre los años 1994 y 1998, y dos medallas en el Campeonato Europeo de Piragüismo de 1997.

## Palmarés internacional
| Campeonato Mundial | Campeonato Mundial        | Campeonato Mundial | Campeonato Mundial |
| Año                | Lugar                     | Medalla            | Evento             |
| ------------------ | ------------------------- | ------------------ | ------------------ |
| 1994               | Ciudad de México (México) | Medalla de plata   | C4 500 m           |
| 1994               | Ciudad de México (México) | Medalla de plata   | C4 1000 m          |
| 1995               | Duisburgo (Alemania)      | Medalla de plata   | C4 500 m           |
| 1995               | Duisburgo (Alemania)      | Medalla de oro     | C4 1000 m          |
| 1997               | Dartmouth (Canadá)        | Medalla de plata   | C4 500 m           |
| 1997               | Dartmouth (Canadá)        | Medalla de oro     | C4 1000 m          |
| 1998               | Szeged (Hungría)          | Medalla de plata   | C4 500 m           |
| Campeonato Europeo |                           |                    |                    |
| Año                | Lugar                     | Medalla            | Evento             |
| 1997               | Plovdiv (Bulgaria)        | Medalla de plata   | C4 500 m           |
| 1997               | Plovdiv (Bulgaria)        | Medalla de oro     | C4 1000 m          |